# Liste des primats de l'Église catholique arménienne
Le patriarcat de Cilicie des Arméniens (en latin : patriarchatus Ciliciae Armenorum) est le siège patriarcal du primat de l'Église catholique arménienne.
Liste des patriarches catholiques arméniens de Cilicie (primats de l'Église catholique arménienne).
Nota : Tous les Catholicos-Patriarches catholiques arméniens ont « Bédros (Pierre) » comme deuxième élément de leur nom.

## Catholicos-Patriarches de Cilicie
- 26 novembre 1740-1er octobre 1749 : Apraham Bédros Ier Ardzivian[1]
- 1749-1753 : Hagop Bédros II Hovsépian (de)[2]
- 1753-1780 : Mikael Bédros III Kasparian[3]
- 1780-1788 : Parsegh Bédros IV Avkadian[4]
- 1788-1812 : Krikor Bedros V Kupelian[5]
- 1812-1841 : Krikor Bedros VI Djeranian[6]
- 1841-1843 : Hagop Bédros VII Holassian[7]
- 1843-1866 : Krikor Bedros VIII Der-Asduazadrian[8]
- 1866-1880 : Andon Bédros IX Hassoun[9]
- 1881-1899 : Stépan Bédros X Azarian[10]
- 1899-1904 : Boghos Bédros XI Emmanuélian[11]
- 1904-1910 : Boghos Bédros XII Sabbaghian[11]
- 1910-1931 : Boghos Bédros XIII Terzian[12]
- 1931-1937 : Avedis Bédros XIV Arpiarian[13]
- 1937-1962 : Krikor Bedros XV Agagianian[14]
- 1962-1976 : Iknadios Bédros XVI Batanian[15]
- 1976-1982 : Hemaiag Bédros XVII Guédiguian[16]
- 5 août 1982 - 28 novembre 1998 : Hovhannes Bédros XVIII Kasparian[17]
- 7 octobre 1999 - 25 juin 2015 : Nersès Bédros XIX Tarmouni
- 25 juillet 2015 - 25 mai 2021 : Krikor Bédros XX Ghabroyan
- 23 septembre 2021 : Raphaël Bedros XXI Minassian